# James Lindesay-Bethune, 16.º Conde de Lindsay
James Randolph Lindesay-Bethune, 16.º Conde de Lindsay (nascido em 19 de novembro de 1955), é um empresário e político conservador escocês.

## Vida pregressa
Filho de David Lindesay-Bethune, 15.º Conde de Lindsay, e sua primeira esposa Mary Douglas-Scott-Montagu, ele foi educado em Eton, na Universidade de Edimburgo e na Universidade da Califórnia, Davis.

## Carreira
Ele sucedeu seu pai como Conde de Lindsay em 1989. Ele foi vice-presidente do Comitê Interpartidário da União sobre Meio Ambiente de 1994 a 1995 e foi Subsecretário de Estado Parlamentar da Escócia de 1995 a 1997, período em que foi responsável pela agricultura, pesca e meio ambiente. Seu trabalho envolve o meio ambiente e a indústria alimentícia. Entre 2012 e 2017, Lord Lindsay foi presidente do National Trust of Scotland e foi nomeado presidente do Chartered Trading Standards Institute em abril de 2021. 

## Vida pessoal
Em 1982, ele se casou com Diana Mary Chamberlayne-Macdonald, neta de Sir Alexander Somerled Angus Bosville Macdonald de Sleat, 16.º Baronete; os dois têm cinco filhos:
- Lady Frances Mary Gabinsky (nascida em 1986), casada com Rostislav Gabinsky. Eles têm um filho, Alexander Fabian (nascido em 2018),[2] e filhas gêmeas: Stella Penelope e Diana Sophia (nascida em 2023).[3]
- Lady Alexandra Penelope Lindesay-Bethune (nascida em 1988), casada com Jack Coleman. Eles têm dois filhos: Nicholas Tankerville Wallace (nascido em 2019) e James Horatio Somerled (nascido em 2021).
- William James Lindesay-Bethune, Visconde Garnock, (nascido em 30 de dezembro de 1990), casou em 2025[4] com Violet Lindesay-Bethune, Viscondessa Garnock,[5][6] filha mais velha de David Manners, 11.º Duque de Rutland e Emma Manners, Duquesa de Rutland.[7]
- O Exmo. David Nigel Lindesay-Bethune (nascido em 1993).
- Lady Charlotte Lindesay-Bethune (nascida em 1993), casada com o Príncipe Jaime, Duque de Noto, em 25 de setembro de 2021 na Catedral de Monreale, Palermo. O casal tem uma filha chamada Francesca Sofía.[8]

A Condessa de Lindsay é uma patrona do Royal Caledonian Ball  e uma mestra dos Fife Foxhounds. 

## Armas
|  |  |